# Cleitamia similis
Cleitamia similis är en tvåvingeart som beskrevs av Kertesz 1899. Cleitamia similis ingår i släktet Cleitamia och familjen bredmunsflugor. Inga underarter finns listade i Catalogue of Life.